# Mantella laevigata
Mantella laevigata es una especie de anfibio anuro de la familia Mantellidae.

## Distribución geográfica
Esta especie es endémica de Madagascar. Habita con el nivel del mar hasta 600 m de altitud desde el Monte Marojejy hasta Folohy, donde su hábitat se ha deteriorado.

## Publicación original
- Methuen & Hewitt, 1913 : On a collection of Batrachia from Madagascar made during the year 1911. Annals of the Transvaal Museum, vol. 4, n.º 2, p. 49-64[6]